# Gustav Drechsler (Agrarwissenschaftler)

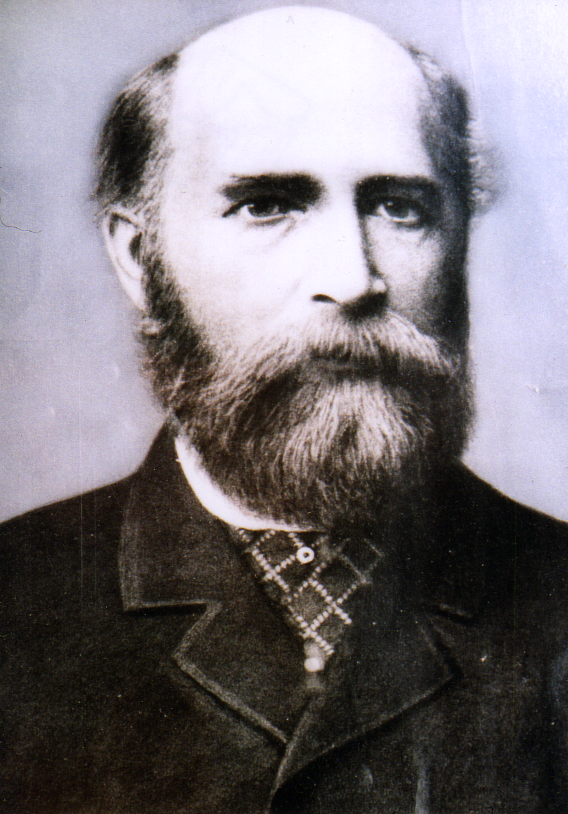
Gustav Drechsler

Gustav Adolph Wilibald Drechsler (* 18. Juni 1833 in Clausthal (Harz); † 14. Oktober 1890 in Greifswald) war ein deutscher Agrarwissenschaftler.

## Leben

### Jugendzeit und Studium
Als Sohn eines Forstbeamten begann er nach bestandener Reifeprüfung zunächst eine Lehre als Apotheker. Die praktische Tätigkeit als Landwirt auf dem Gut seines Vaters in Crimderode bei Nordhausen (Harz) begeisterte ihn jedoch weit mehr. Er brach die Lehre ab und studierte ab 1855 Landwirtschaft in Jena und München. In München hörte er auch Vorlesungen Justus von Liebigs. 1855 wurde er Mitglied der Burschenschaft Teutonia Jena. 1859 übernahm er die Wirtschaftsführung des väterlichen Gutsbetriebes in Crimderode.
Einem Ratschlag des Agrarwissenschaftlers Julius Kühn folgend, entschloss sich Drechsler 1865 die wissenschaftliche Laufbahn einzuschlagen. Er ging an die Universität Halle/Saale und promovierte 1866 mit einer noch in lateinischer Sprache geschriebenen Dissertation über die „Geschichte der Statik im Landbau“. Bereits neun Monate später, im April 1867, habilitierte er sich an der Universität Göttingen mit einer erweiterten Abhandlung seines Dissertationsthemas für das Gesamtgebiet der Landwirtschaftslehre.

### Begründer des Landwirtschaftlichen Instituts an der Universität Göttingen
Vom Kurator der Göttinger Universität erhielt er 1867 den Auftrag, das damals an der Landwirtschaftlichen Akademie in Weende bei Göttingen durchgeführte Landwirtschaftsstudium zu reorganisieren und wieder in die Universität einzugliedern. Nach dem Vorbild des von Julius Kühn 1863 in Halle/Saale gegründeten Landwirtschaftlichen Institut ließ Drechsler in Göttingen auf einem zunächst mit eigenen Geldmitteln gekauften Bauplatz ein Lehr- und Forschungsinstitut mit entsprechenden Räumlichkeiten errichten und ein Versuchsfeld anlegen. 1872 wurde die Landwirtschaftliche Akademie in Weende aufgelöst und Drechsler, inzwischen ordentlicher Professor, zum Direktor des neuen Landwirtschaftlichen Universitätsinstituts ernannt.
In wenigen Jahren schuf Drechsler die äußeren Voraussetzungen für eine optimale landwirtschaftliche Ausbildung an der Universität Göttingen. Gleichzeitig versuchte er die wissenschaftlichen Ansprüche des Landwirtschaftsstudiums zu verbessern. Das Auswendiglernen von Forschungsergebnissen betrachtete er stets nur als ein Sammeln toten Wissens. Nur wenn sich der Studierende kritisch mit dem Wissensstoff auseinandersetze, lerne er wissenschaftliches Denken und die Fähigkeit, Erkenntnisse erfolgreich in der landwirtschaftlichen Praxis anzuwenden.

### Wegweisende Düngungsversuche
Bereits in seiner Habilitationsschrift hatte Drechsler die These vertreten, die anzubauenden Feldfrüchte nur nach ihrem tatsächlichen Bedarf zu düngen, d. h. die Düngermenge nach dem voraussichtlich zu erwartenden Ertrag zu bemessen. Diese These stand in völligem Gegensatz zu den damals weit verbreiteten Vorstellungen der „Bodenstatiker“, nach deren Lehre dem Boden die Menge an Nährstoffen wieder zugeführt werden sollte, die mit den vorher angebauten Feldfrüchten entzogen war.
Nach Auswertung langjähriger Feldversuche konnte Drechsler die Richtigkeit seiner These beweisen. Die von ihm entwickelte Düngungstheorie enthielt alle wesentlichen Gesichtspunkte unserer derzeitigen Düngungskonzeption. Drechsler unterschied bereits zwischen Bodendüngung (Vorratsdüngung) und Pflanzendüngung und prägte den Begriff Düngerbedürfnis. Die meisten seiner  Forschungsergebnisse hat er in dem von ihm gemeinsam mit Wilhelm Henneberg herausgegebenen „Journal für Landwirthschaft“ veröffentlicht. Ein von ihm 1873 angelegter Dauerdüngungsversuch wurde unter der Bezeichnung „Göttinger E-Feld“ fast neunzig Jahre lang weitergeführt.
Besondere Aufmerksamkeit widmete Drechsler der Methodik der Feldversuche. Als erster machte er auf die zahlreichen Fehlerquellen aufmerksam, die durch ungelerntes Versuchspersonal entstehen können. Seine Vorschläge, die bei der Anlage und Betreuung von Feldversuchen auftretenden Fehler zu vermindern oder ganz zu vermeiden, wurden wegweisend für die weitere Entwicklung des Feldversuchswesens.

### Forschungen auf dem Gebiet der landwirtschaftlichen Betriebslehre
Drechslers Tätigkeit beschränkte sich allerdings nicht allein auf die Pflanzenbaulehre. Seinen persönlichen Neigungen entsprechend widmete er sich in Lehre und Forschung auch der Betriebslehre. Zu einem Standardwerk wurde seine 1871 gekrönte Preisschrift über den landwirtschaftlichen Pachtvertrag, ein Buch, in dem er überzeugend darstellt, dass Verpächter und Pächter nicht zwei gegensätzliche Interessengruppen, sondern eine Interessengemeinschaft bilden. Zu seinen betriebswirtschaftlichen Grundsätzen gehörte die Vorstellung, dass jeder landwirtschaftliche Betrieb als ein geschlossener Organismus betrachtet werden müsse.

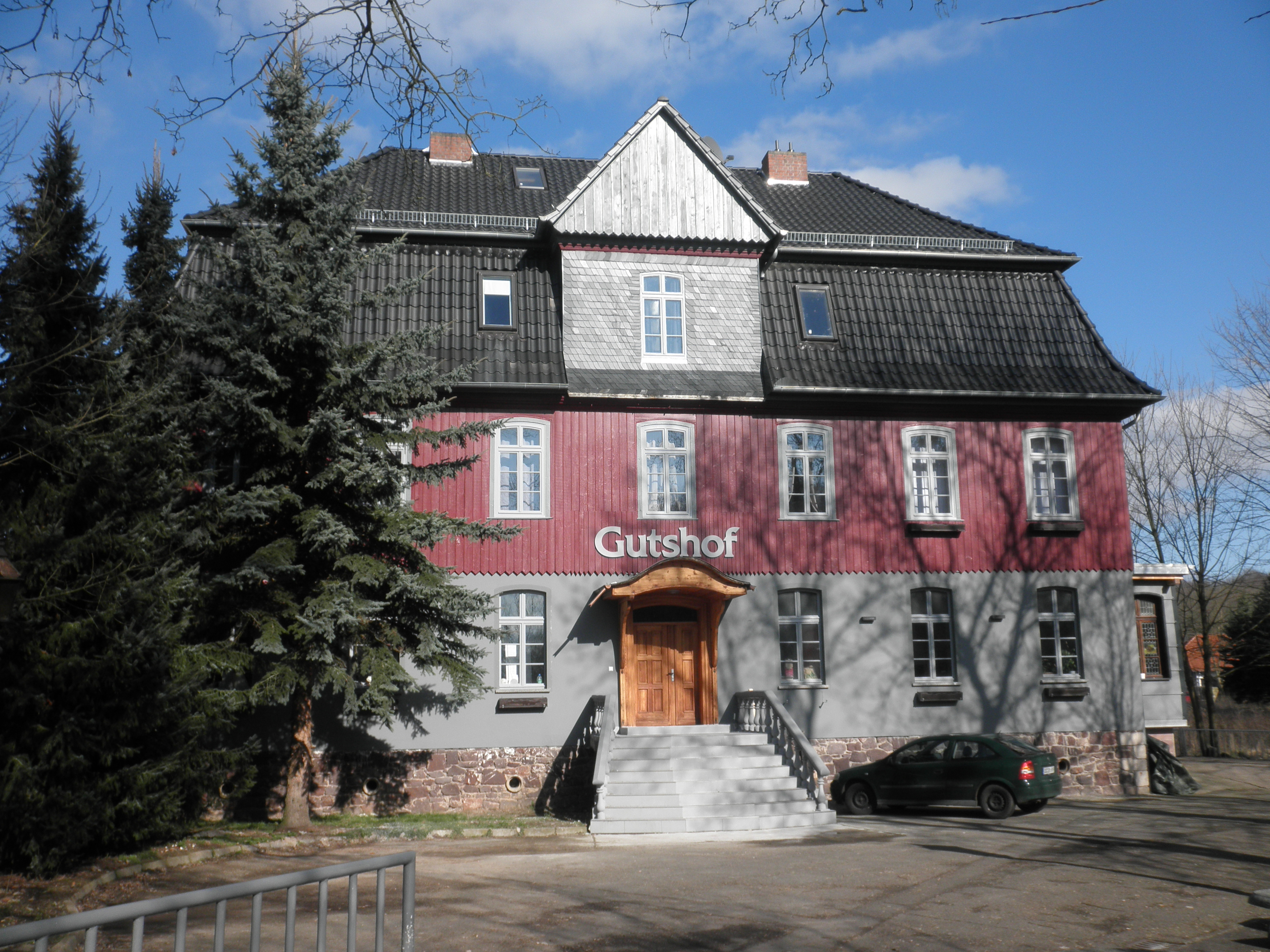
Gut Crimderode (2014)

Da Drechsler selbst jahrelang ein eigenes Gut bewirtschaftet hatte, pflegte er zeitlebens enge Kontakte zur landwirtschaftlichen Praxis. Sein besonderes Interesse galt dem landwirtschaftlichen Vereinsleben. Er war Mitglied des Land- und Forstwirtschaftlichen Hauptvereins Göttingen, von 1884 bis 1889 auch dessen Präsident. Im Frühjahr 1890 verließ er Göttingen und übernahm das Amt des Kurators an der Universität Greifswald. Wenige Monate später verstarb er an den Folgen eines Schlaganfalls. Seine letzte Ruhestätte fand er auf dem Familienfriedhof im Wald in der Nähe seines Gutes Crimderode.

### Abgeordneter
Drechsler war sowohl auf kommunaler Ebene als Mitglied im Kreistag im Kreis Ilfeld, in der Culmberg-Grubenhagen'schen Ritterschaft und Landschaft als auch auf überregionaler Ebene politisch aktiv. Von 1886 bis 1890 war er Abgeordneter im Preußischen Abgeordnetenhaus und in der Legislaturperiode 1887/1890 Mitglied des Reichstags für den Wahlkreis Provinz Hannover 13 (Goslar/Zellerfeld/Ilfeld).

## Schriften
- Die Statik des Landbaus. Geschichte, Kritik und Reform der Lehre von der Herstellung des Gleichgewichts zwischen Erschöpfung und Ersatz. Göttingen 1869 (Digitalisat).
- Der landwirthschaftliche Pachtvertrag. Gekrönte Preisschrift. 2 Bände, Halle/S. 1871.
- Das landwirthschaftliche Studium an der Universität Göttingen. Göttingen 1872. 2. Aufl. ebd.1885.